# Моура, Рафаэл
Рафаэл Моура, полное имя Рафаэл Мартиньяно де Миранда Моура (порт.-браз. Rafael Martiniano de Miranda Moura; род. 23 мая 1983, Белу-Оризонти) — бразильский футболист, нападающий.

## Биография
Рафаэл Моура начал заниматься футболом в школе «Крузейро» в 1991 году. Спустя год он перешёл в школу «Атлетико Минейро», где и дебютировал на профессиональном уровне в 2004 году. Однако ещё в 1999 году он подписал свой первый контракт с командой из штата Минас-Жерайс «Вилла-Нова», аутсайдером бразильской Серии C. В составе молодёжной академии «Атлетико» Моура выиграл ряд престижных соревнований в своей возрастной категории.
В 2004 году Моура перешёл в салвадорскую «Виторию». Он успел стать двукратным чемпионом штата Баия, прежде чем в начале 2005 года сломал ногу и выбыл из футбола на 10 месяцев. После восстановления он перешёл в «Пайсанду».
В этом клубе Рафаэл смог заявить о себе по настоящему громко перейдя в «Пайсанду». Клуб из Белена на тот момент был уже аутсайдером Серии A, но несмотря на это молодой нападающий смог в 14 играх чемпионата отметиться 11-ю забитыми голами. Моура забил в первом же матче в ворота «Ботафого».
В начале 2006 года Рафаэл перешёл в стан чемпиона Бразилии, «Коринтианса», на руководителей которого он произвёл впечатление на финише прошлого чемпионата. Он должен был играть в этой команде до 2012 года, но Media Sports Investments (MSI) потерпела фиаско в отношении этого бразильского гранда. С 2007 года контракт Моуры формально стал принадлежать другому клубу финансовой группы, швейцарскому «Локарно», поэтому все последние годы нападающий выступает за другие команды на правах аренды. Болельщики «Коринтианса» дали Рафаэлу Моуре прозвище He-Man — героического персонажа «Повелителей Вселенной».
За 8 месяцев, проведённых во «Флуминенсе» в 2007 году, Рафаэл успел выиграть первый для себя общебразильский трофей, Кубок Бразилии. Затем он провёл один неудачный сезон в клубе чемпионата Франции «Лорьян», после чего вернулся в Бразилию.
Именно в «Атлетико Паранаэнсе» Рафаэл Моура смог заявить о себе как о действительно талантливом форварде. Он стал лучшим бомбардиром (и признан лучшим игроком) Лиги Паранаэнсе 2009 года. И, хотя в его активе уже имелись две победы в чемпионате штата Баия, титул штата Парана на данный момент является более престижным.
22 января 2010 года Моура перешёл в «Гояс» (опять же на правах аренды). В конце июля Рафаэл подвергся месячной дисквалификации за драку на поле. За год в 36 играх он отметился 20-ю забитыми голами. Моура стал настоящим героем кампании клуба в Южноамериканском кубке. Рафаэл забил 8 голов и стал лучшим бомбардиром турнира. В обоих финальных матчах (это был первый финал в международном турнире для «Гояса») он забил по голу, однако это не помогло обыграть аргентинский «Индепендьенте». Не помогли его голы и в чемпионате Бразилии — бело-зелёные вылетели в Серию B впервые за 10 лет.
Контракт Моуры с «Гоясом» истёк 31 декабря 2010 года. В конце января 2011 года перешёл во «Флуминенсе».

## Титулы и достижения
Командные
- Чемпион Лиги Кариоки (1): 2012
- Чемпион Лиги Гаушу (3): 2013, 2014, 2015
- Чемпион Лиги Минейро (1): 2017
- Чемпион Лиги Паранаэнсе (1): 2009
- Чемпион Лиги Баияно (2): 2004, 2005
- Победитель бразильской Серии B (1): 2021
- Чемпион[6] Кубка Бразилии (1): 2007
- Финалист Южноамериканского кубка (1): 2010

Личные
- Лучший бомбардир Лиги Паранаэнсе (1): 2009
- Лучший бомбардир Южноамериканского кубка (1): 2010